# Höffern (Gemeinde Guttaring)

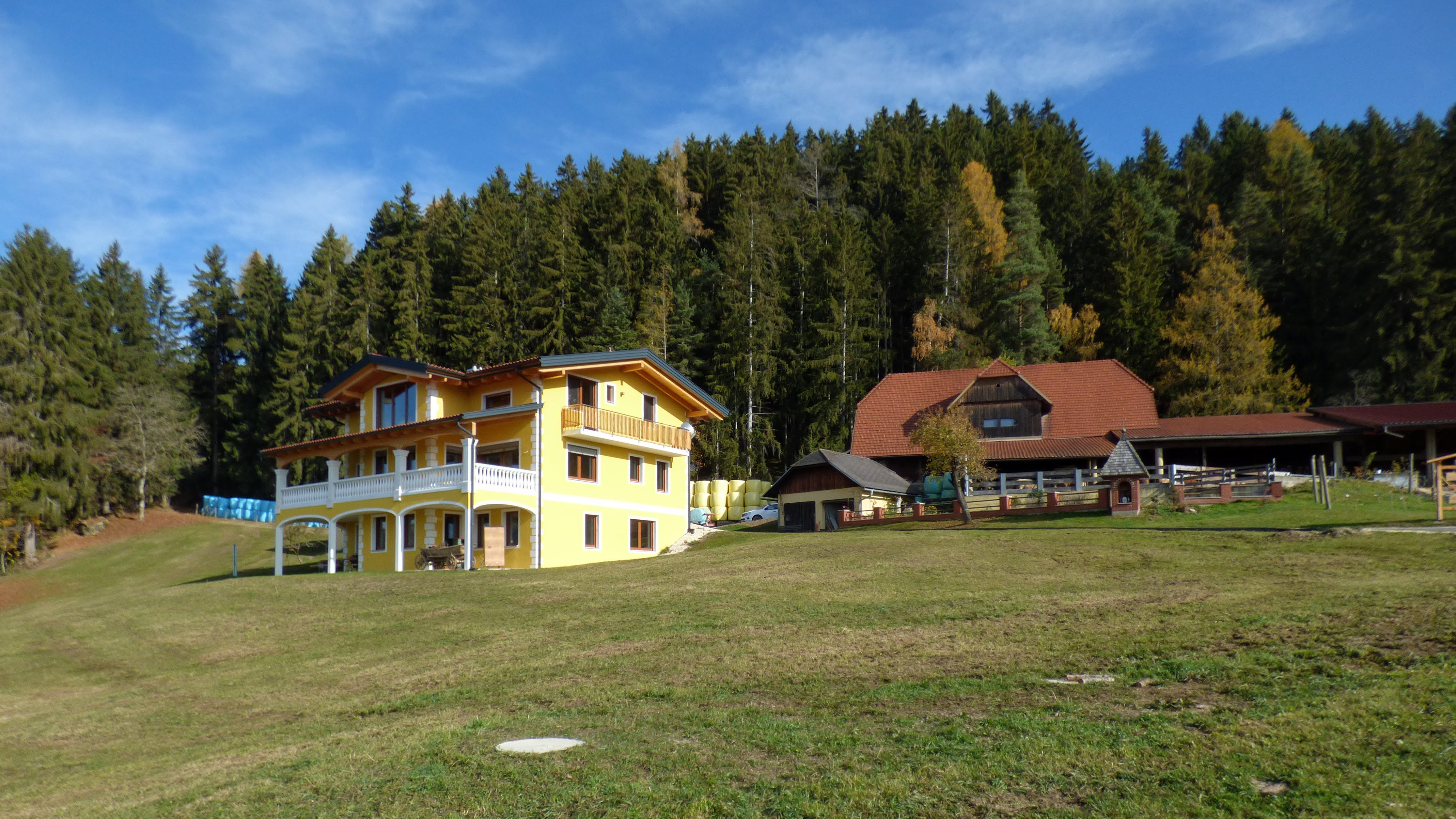
Lorebauer (Haus Nr. 1)

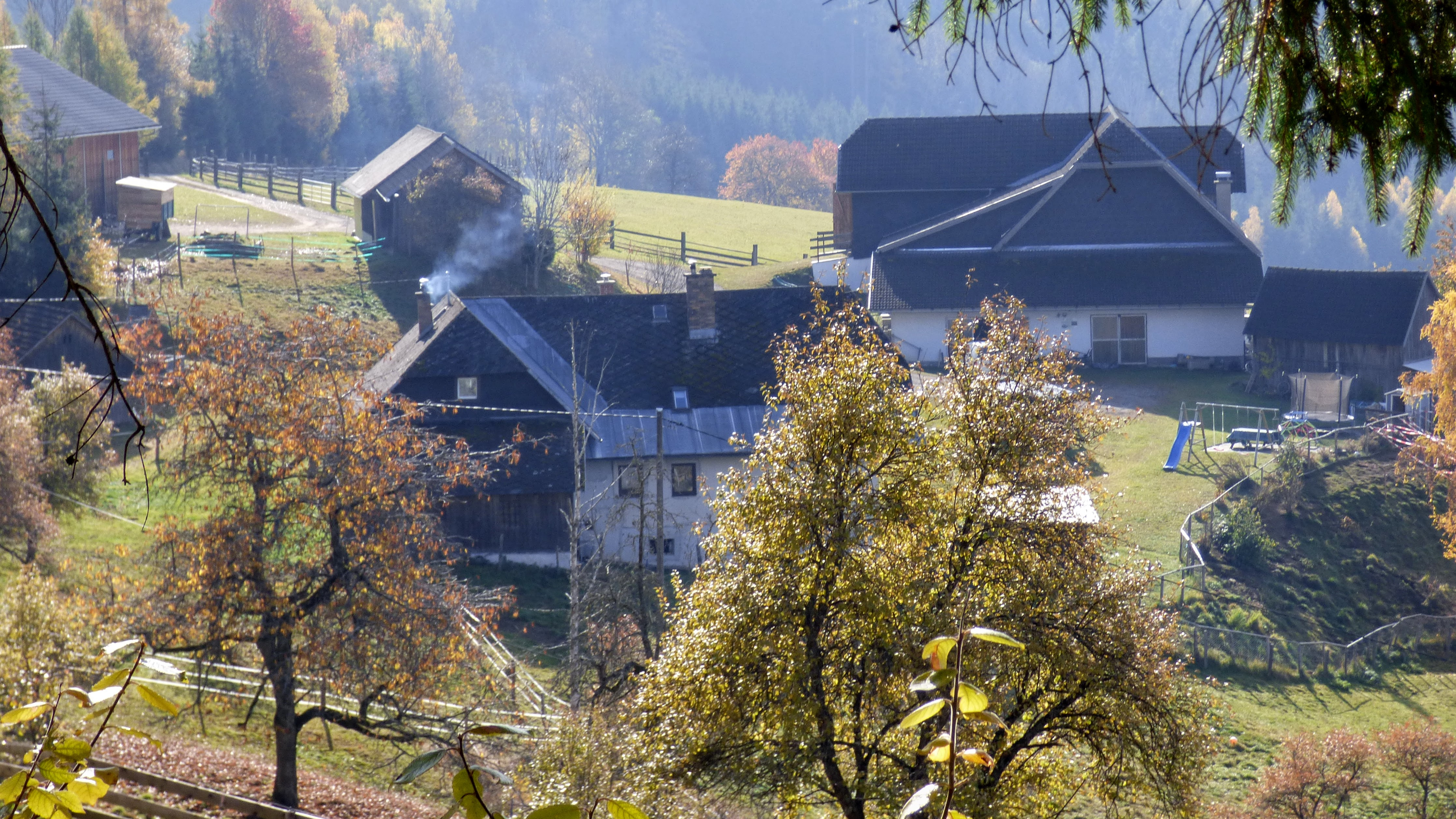
Paule (Haus Nr. 3)

Höffern, im 19. Jahrhundert auch Hoffern, ist eine Ortschaft in der Gemeinde Guttaring im Bezirk Sankt Veit an der Glan in Kärnten (Österreich). Die Ortschaft hat 17 Einwohner (Stand 1. Jänner 2024).

## Lage
Die nur auf unbefestigten Wegen erreichbare Ortschaft liegt im Guttaringer Bergland, knapp 2 km südlich von Waitschach, und gut 150 Höhenmeter über dem Urtlgraben, teils in der Katastralgemeinde Waitschach, teils in der Katastralgemeinde Deinsberg. Die Ortschaft umfasst die Höfe Lorebauer (Haus Nummer 1), Paule (Nr. 3; einschließlich des ehemaligen Hansala-Hofs) und Oberer Hofer (Nr. 5), jeweils mit Nebengebäuden.

## Geschichte
Bei Gründung der Ortsgemeinden 1850 kam der auf dem Gebiet der Katastralgemeinde Waitschach liegende Teil des Orts an die Gemeinde Waitschach; der in der Katastralgemeinde Deinsberg liegende Teil des Orts kam an die Gemeinde Guttaring. Seit Auflösung der Gemeinde Waitschach 1865 gehört der ganze Ort zur Gemeinde Guttaring.

## Bevölkerungsentwicklung
Für die Ortschaft ermittelte man folgende Einwohnerzahlen:
- 1869: 7 Häuser, 35 Einwohner[2]
- 1880: 6 Häuser, 43 Einwohner[3]
- 1890: 6 Häuser, 40 Einwohner[4]
- 1900: 6 Häuser, 44 Einwohner[5]
- 1910: 6 Häuser, 41 Einwohner[6]
- 1923: 6 Häuser, 34 Einwohner[7]
- 1934: 38 Einwohner[8]
- 1961: 4 Häuser, 22 Einwohner[9]
- 2001: 6 Gebäude (davon 6 mit Hauptwohnsitz) mit 6 Wohnungen; 16 Einwohner und 0 Nebenwohnsitzfälle; 6 Haushalte; 0 Arbeitsstätten, 5 land- und forstwirtschaftliche Betriebe[10]
- 2011: 6 Gebäude, 16 Einwohner, 6 Haushalte, 1 Arbeitsstätte[11]
- 2021: 6 Gebäude, 18 Einwohner, 6 Haushalte, 4 Arbeitsstätten[12]